# Ischnochitonidae
Famille
Les Ischnochitonidae sont une famille des mollusques polyplacophores de l'ordre des Chitonida.

## Liste des genres
Selon ITIS :
- genre Callistochiton Dall, 1879
- genre Callistoplax Dall, 1882
- genre Callochiton Gray, 1847
- genre Calloplax Thiele, 1909
- genre Ceratozona Dall, 1882
- genre Chaetopleura Shuttleworth, 1853
- genre Connexochiton Kaas, 1979
- genre Dinoplax Dall, 1882
- genre Eudoxochiton Shuttleworth, 1853
- genre Ischnochiton Gray, 1847
- genre Ischnoplax Dall, 1879
- genre Juvenichiton Sirenko, 1975
- genre Lepidochitona Gray, 1821
- genre Lepidozona Pilsbry, 1892
- genre Nuttallina Dall, 1871
- genre Nuttallochiton Plate, 1899
- genre Particulazona Kaas, 1993
- genre Schizoplax Dall, 1878
- genre Stenochiton H. Adams et Angas, 1864
- genre Stenoplax Dall, 1879
- genre Stenosemus von Middendorff, 1847
- genre Subterenochiton Iredale et Hull, 1924
- genre Thermochiton Saito et Okutani, 1991
- genre Tonicella Carpenter, 1873
- genre Tonicina Thiele, 1906
- genre Vermichiton Kaas, 1990